# NGC 1990
NGC 1990 (другое обозначение — LBN 940) — отражательная туманность в созвездии Орион.
Этот объект входит в число перечисленных в оригинальной редакции «Нового общего каталога».
Возможно, объекта не существует, так как нет чётких свидетельств существования объекта в той области неба. Судя по изображениям NGC 1990, это может быть отражательная туманность, отражающая свет от Эпсилона Ориона. Современные фотографии местности с фотоаппаратами показывают утечку ультрафиолета, которая создает ложное впечатление о большой голубой туманности вокруг ε Ори ( Алнилам ). Более тщательная фотография не выявила туманности в этом районе. 